# Derme profond
Le derme profond est relié à l'hypoderme par des filaments conjonctifs.
Le derme profond, pénétrant dans les tissus graisseux de l'hypoderme, est composé de gros trousseaux de collagène.
À la face profonde du derme de certaines régions cutanées existent des fibres musculaires lisses (aréole, pénis, scrotum, périnée) et/ou  des muscles érecteurs des poils.